# 圆咽丽鱼属
圓咽麗魚屬，是條鰭魚綱䲁形目麗魚科下的一個屬。

## 分類
本屬屬於褶唇麗魚亞科，目前被認可的種如下：
- 剛果河圓咽麗魚 Cyclopharynx fwae
- 施氏圓咽麗魚 Cyclopharynx schwetzi